# Chris Harris (rugby à XV)
Pas d'image ? Cliquez ici

a Compétitions nationales et continentales officielles uniquement.

b Matchs officiels uniquement.
Dernière mise à jour le 30 septembre 2023.
Chris Harris, né le 28 décembre 1990 à Carlisle (Angleterre), est un joueur international écossais de rugby à XV . Il joue au poste de centre à Gloucester.

## Carrière
Harris évolue jusqu'à ses 24 ans dans le club de Tynedale RFC, une équipe du championnat de troisième division avant de signer son premier contrat professionnel avec l'équipe de première division des Newcastle Falcons. Il y débute en octobre 2014 contre l'équipe de Bucarest dans le cadre du Challenge européen, puis fait son début dans le championnat anglais en décembre de la même année contre les Saracens, marquant deux essais. À partir de la saison 2019-2020, il joue avec l'équipe de Gloucester.
Sur le plan international, Harris a disputé en 2013 deux rencontres avec l'équipe des Comtés Anglais, une équipe ouverte aux joueurs anglais évoluant dans les divisions inférieures à la seconde division, dont un match contre l'équipe nationale de Belgique. Sa première véritable sélection survient en 2017, pour les tests de novembre et sous les couleurs de l'Écosse, contre les Samoa. Bien que né en Angleterre, il est éligible pour l'équipe d'Écosse par une grand-mère écossaise. En 2019, il marque ses premiers essais internationaux contre l'Italie dans le Tournoi des Six Nations puis l'essai de la victoire contre l'France en match de préparation à la Coupe du monde de rugby à XV 2019. Bien que peu expérimenté, ses performances sont jugées suffisantes pour obtenir une place au sein de l'équipe d'Écosse qui disputera la Coupe du monde au Japon.
Début mai 2021, il est convoqué pour la tournée des Lions britanniques et irlandais en Afrique du Sud. Il honore sa première sélection avec cette équipe face à l'Afrique du Sud le 31 juillet suivant.   
En fin de saison 2021-2022, il prolonge son contrat avec Gloucester,. 
Le 16 août 2023, il fait partie de la liste définitive des 33 joueurs convoqués par Gregor Townsend pour disputer la Coupe du monde 2023.